# Fungivoor
Een organisme is fungivoor als dat organisme zich hoofdzakelijk of uitsluitend voedt met schimmels en daar zijn energie en nutriënten aan ontleent. Het betreft heterotrofe organismen.
Vele plantenparasitaire aaltjes kunnen als er geen plantengastheer aanwezig is zich ook op schimmelweefsel voortplanten, zoals Aphelenchoides-soorten en de dennenhoutnematode.
Laboratoriumtests hebben aangetoond dat Botrytis cinerea en veel Rhizoctonia-soorten gunstige schimmels zijn voor de groei en voortplanting van het chrysantenbladaaltje. Deze schimmels worden ook gebruikt om andere Aphelenchoides-soorten te kweken en te vermeerderen.